# Wangen-Brüttisellen
Wangen-Brüttisellen är en kommun i distriktet Uster i kantonen Zürich, Schweiz. Kommunen har 8 212 invånare (2023).
Kommunen består av orterna Wangen bei Dübendorf och Brüttisellen.